# Lake Isabella
Lake Isabella es una villa ubicada en el condado de Isabella en el estado estadounidense de Míchigan. En el Censo de 2010 tenía una población de 1681 habitantes y una densidad poblacional de 139,61 personas por km².

## Geografía
Lake Isabella se encuentra ubicada en las coordenadas 43°38′39″N 85°0′17″O / 43.64417, -85.00472. Según la Oficina del Censo de los Estados Unidos, Lake Isabella tiene una superficie total de 12.04 km², de la cual 9.1 km² corresponden a tierra firme y (24.44%) 2.94 km² es agua.

## Demografía
Según el censo de 2010, había 1681 personas residiendo en Lake Isabella. La densidad de población era de 139,61 hab./km². De los 1681 habitantes, Lake Isabella estaba compuesto por el 95.06% blancos, el 0.42% eran afroamericanos, el 1.07% eran amerindios, el 0.48% eran asiáticos, el 0.12% eran isleños del Pacífico, el 0.83% eran de otras razas y el 2.02% pertenecían a dos o más razas. Del total de la población el 3.57% eran hispanos o latinos de cualquier raza.